# William Lava
William Lava (18 de marzo de 1911-20 de febrero de 1971, Los Ángeles, California) fue un compositor que trabajó para la serie animada Looney Tunes de Warner Bros. desde 1962, reemplazando a Milt Franklyn. La música de Lava era diferente a la de Milt Franklyn y Carl Stalling ya que generaba un ambiente de tensión, similar a la música de Hoyt Curtin, quien trabajaba para Hanna-Barbera.
Lava tuvo que enfrentar un gran problema cuando comenzó a trabajar para Warner, el estudio había disuelto su orquesta, y la animación estuvo en manos de DePatie-Freleng Enterprises. Sin un gran presupuesto para crear su música, Lava tuvo que trabajar con una pequeña banda. Además, tuvo que repetir varias veces las mismas canciones en diversos dibujos animados, como los de El Coyote y el Correcaminos entre 1965 y 1966. Debido a que Lava no trabajaba directamente con la animación, gran parte de su música no seguía la acción que ocurría en el dibujo animado. 
Es particularmente famosa su intervención en la serie televisiva El Zorro (1957-1959) donde, con excepción del tema principal, el compositor escribió un tema musical diferente para cada uno de los personajes principales del programa, lo que creaba un clima único.